# Johannes Merten

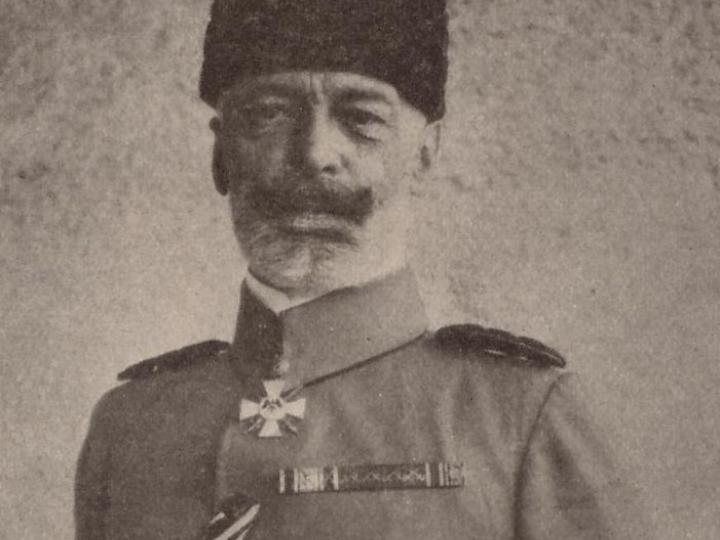
Admiral Johannes Merten

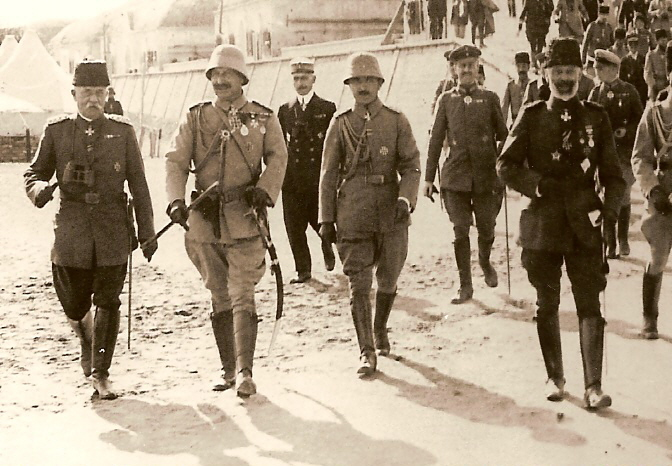
Vizeadmiral Johannes Merten in türkischer Uniform (ganz rechts) als Delegierter des Flottenkommandos und Kommandant allen schwimmenden Materials in Çanakkale beim Besuch Kaiser Wilhelms II. und Enver Paschas auf dem Schlachtfeld von Gallipoli. Ganz links Admiral Guido von Usedom ebenfalls in türkischer Uniform.

Johannes Merten (* 15. Dezember 1857 in Sprauden, Kreis Marienwerder; † 8. April 1926 in Berlin) war ein deutscher Marineoffizier der Kaiserlichen Marine und General der Artillerie des Osmanischen Reichs.

## Dienst in der Kaiserlichen Marine
Merten trat 1875 in die Kaiserliche Marine ein. Nach seiner Ausbildung und ersten Erfahrungen an Bord wurde er Kommandant mehrerer Kriegsschiffe. Er führte das Kanonenboot Albatross (Mai bis Oktober 1895 und April bis September 1896) und das Vermessungsschiff Möwe (Februar 1897 bis Februar 1899), mit dem er im Bereich der deutschen Kolonien in der Südsee eingesetzt war.
Von März 1899 bis September 1902 war er zunächst Kommandeur der III., später der IV. Marineartillerieabteilung und wurde am 23. März 1901 zum Fregattenkapitän befördert. Ab September 1902 kommandierte er nacheinander die beiden Großen Kreuzer Victoria Louise und Friedrich Carl., diesen von der Indienststellung Mitte Dezember 1903 bis September 1904. Am 27. Januar 1903 wurde er zum Kapitän zur See befördert.
Im November 1904 wurde Merten Kommandeur der I. Werftdivision und im Oktober 1907 Inspekteur der II. Marineinspektion. Am 27. Januar 1908 wurde er zum Konteradmiral befördert. Von Oktober 1908 bis November 1910 war er Festungskommandant von Wilhelmshaven und von August bis September 1909 parallel dazu Führer der III. Aufklärungsgruppe. Am 19. Oktober 1910 wurde ihm der Charakter als Vizeadmiral verliehen, und mit dem Ende des Folgemonats schied er aus dem aktiven Dienst aus.

## Dienst für das Osmanische Reich
Mit Beginn des Ersten Weltkriegs wurde Merten reaktiviert und in der Türkei als Kommandant der Befestigungen der Dardanellen eingesetzt. Er beteiligte sich an deren Verteidigung während der Schlacht von Gallipoli. Am 27. Januar 1916 erhielt er sein Patent als Vizeadmiral. Das Osmanische Reich verlieh ihm den Rang eines Generals der Artillerie. Nach Kriegsende trat er endgültig in den Ruhestand.